# Leichtweiß-Institut
Das Leichtweiß-Institut für Wasserbau an der TU Braunschweig wurde auf eine Initiative Ludwig Leichtweiß’ im Jahre 1939 gegründet, nahm aber erst 1947 nach der Beseitigung der Kriegsschäden den Forschungsbetrieb auf.

## Geschichte
Obwohl das Institut erst 1939 neu geschaffen wurde, kann es als Institut im Fachbereich Bauingenieur- und Vermessungswesen der TU Braunschweig auf dem Gebiet des Wasserbaus in Lehre und Forschung auf eine fast zweihundertjährige Tradition (Stand 2019) zurückblicken.
August Christian Gottlieb Brauns hielt erstmals im Wintersemester 1823/24 Vorlesungen über hydrostatische, hydromechanische und hydraulische Grundlagen in Bezug auf die „Wasserbaukunst“ und kann somit als Begründer der Forschung auf dem Gebiet des Wasserbaus an der TU Braunschweig gelten. Etwa um 1850 folgte ihm Heinrich Karl Friedrich Ahlgurd, der die Themen seiner Vorlesungen um die Gebiete des Fluss-, Strom- und Hafenbaus, der Be- und Entwässerung sowie um die Bereiche Wehre, Schleusen, Kanäle und Wasserleitungen erweiterte. Nach der Emeritierung Ahlgurds folgten als Lehrstuhlinhaber Ernst Haeseler, Johannes Andreas Freiherr von Wagner und Johann Mathias  Arnold, bis Hubert Engels 1887 auf den Lehrstuhl berufen wurde, aber schon drei Jahre später (1890) an die TU Dresden wechselte. In Dresden wurden ihm die Mittel zur Verfügung gestellt, um 1897 den Bau des ersten Flussbau-Laboratoriums weltweit zu verwirklichen, das ihm in Braunschweig aus finanziellen Gründen verwehrt worden war.
Max Karl Emil Möller, Nachfolger Engels auf den Lehrstuhl, konnte schon ein Jahr später, 1898, mit Drittmitteln den Bau eines Laboratoriums verwirklichen, womit er das wasserbauliche Versuchswesen auch an der TU Braunschweig etablierte und während seiner Lehrtätigkeit bis 1925 stetig erweiterte. Das Laboratorium diente in erster Linie dazu die Fragen zu den Gesetzmäßigkeiten des Flussbaus zu erforschen.
1925 folgte auf Möller dann Ludwig Leichtweiß, der Namensgeber des Instituts und der gegenwärtigen Versuchsanstalt (seit 1953 Leichtweiß-Institut für Wasserbau und Grundbau). Aus eigenen Mitteln aber auch mit Unterstützung der Industrie gelang es ihm bis 1939 ein völlig neues Laboratorium in einem Neubau zu errichten. Durch die Wirren des Zweiten Weltkriegs konnte aber erst 1947 an dieser Forschungsanstalt gearbeitet und geforscht werden.
Friedrich Zimmermann als Nachfolger Leichtweiß’, 1950 an das im Umbruch befindliche Institut berufen, gelang es seinen Stab von sechs fest angestellten Mitarbeitern auf über 60, zumeist frei finanzierten Mitarbeiter zu steigern. Nach seiner Emeritierung 1971 endete dann auch die Ära, die von Zimmermann geprägt worden ist.
Einen Schnitt erfuhr das Leichtweiß-Institut 1971 mit der Berufung Alfred Führböters und Günther Garbrechts, die von da an das Institut gemeinsam leiteten. Führböter übernahm den neu eingerichteten Lehrstuhl für Hydromechanik und Küstenwasserbau und Garbrecht den bestehenden Lehrstuhl für Wasserwirtschaft, Wasserbau und Kulturtechnik. Aber schon 1961, noch während der Zeit Zimmermans, deutete sich an, dass sich das Institut neuen Herausforderungen in den Fragen zur Forschung und Wissenschaft auf dem Gebiet des Wasserbaus ständig neu stellen musste. So leitete erstmals an einem Wasserbau-Institut von 1961 bis 1987 Gerhard Schaffer (Präsident der TU Braunschweig; 1979 bis 1983) das Fachgebiet Bodenkunde und Kulturtechnik als selbständige Abteilung. Zwei weitere unabhängige Abteilungen, ebenfalls 1965 etabliert, befassten sich mit dem landwirtschaftlichen Wasserbau (ab 1988 Abteilung Landwirtschaftlicher Wasserbau und Abfallwirtschaft), von 1972 bis 1999 von Hans-Jürgen Collins geleitet, 1999 von Klaus Fricke als Nachfolger übernommen, das nun in Abfall und Ressourcenwirtschaft umbenannt wurde. Die zweite Abteilung, Hydrologie und Wasserwirtschaft, wurde von 1971 bis 2004 von Ulrich Maniak geleitet. Nachfolger Maniaks 2004 wurde Günter Meon. Die Abteilung trägt heute die Bezeichnung Hydrologie, Wasserwirtschaft und Gewässerschutz.
1978 trat in Niedersachsen ein neues Hochschulgesetz (NHG) in Kraft, in dessen Folge die beiden Lehrstühle Günther Garbrechts und Alfred Führböters in Abteilungen umbenannt wurden. Die Nachfolger Garbrechts waren von 1987 bis 2001 Uwe Drewes und danach Andreas Dittrich. Führböters Nachfolge trat 1993 Hocine Oumeraci an.

## Abteilungen
Das Institut besteht gegenwärtig (2019) aus folgenden Abteilungen:
- Wasserbau und Gewässermorphologie (Jochen Aberle)
- Hydrologie, Wasserwirtschaft und Gewässerschutz (Günter Meon)
- Hydromechanik, Küsteningenieurwesen und Seebau (Nils Goseberg)
- Abfall und Ressourcenwirtschaft (Klaus Fricke)